# Ichiro Mizuki
Ichiro Mizuki (水木 一郎, Mizuki Ichirou), (Tóquio, 7 de janeiro de 1948 – 6 de dezembro de 2022) foi um cantor de anison, compositor, actor e seiyū japonês. Conhecido no Japão como "Aniki" e "O homem das mil músicas", notabilizou-se por ter realizado um show com duração de mais de 24 horas, interpretando todo seu repertório.

## Biografia
Ichiro Mizuki foi um famoso e altamente prolífico cantor, paroliere, compositor, actor e seiyū japonês mais conhecido por seu trabalho em canções temas de anime e tokusatsu. Tendo realizado inúmeras canções temas para cinema, televisão, vídeo e videojogo japonês. É referido pelos apoiantes e executantes colegas tanto como o aniki (アニキ, "grande irmão") do anison, ou gênero música anime. Como tal, é popularmente conhecido como "Aniki", uma forma informais de referindo a um irmão mais velho. Em termos de fama, É apenas concorrência por um punhado de cantores anison, a maioria dos quais se juntaram para formar o grupo dele JAM Project.
Em Julho de 1968, Mizuki lançamentos primeiro single chamado "Kimi ni sasageru Boku no Uta" e esta canção foi composta por Kanae Wada. Mais tarde, é talvez o mais famoso para seus desempenhos anteriores: em canções do temas abertura de série anime como Mazinger Z, Great Mazinger, Tekkaman: The Space Knight, Steel Jeeg, Combattler V, Mechander Robo, Captain Harlock, Golion e Transformers: Zone - Mazinger Z mais tarde dar à luz do gênero Super Robot de animes que dominaram a paisagem televisão japonesa da década de 1970.
Em 1983, ele lançou a sua música "Romantic Again". Para esta canção ele recebeu o Columbia Golden disk award. Essa foi sua décima vez de ser premiado com um disco ouro de Columbia.
Em 1997, que seu contrato termina com a Columbia Records de Japão. Ele publicado o álbum "Super Robot Wars Vocal Collection", com gravadora First Smile Entertainment. Este foi o início da excursão "Super Robot Spirits" que está agora a ser realizada todos os anos atrai milhares de fãs entusiasmados.
Em 1998, ele hospedado programa de rádio "Super Robot Spirits" do Nippon Cultural Broadcasting. Atraindo mais de milhares de pessoas que estão a ser ouvido.
Em 30 de agosto a 31 de agosto de 1999, Ele completou a "concerto 1000 canção". Ichiro Mizuki tem cantado mil canções continuamente durante 24 horas. Também o sucesso do "concerto 1000 canções" tornou - se a lenda do Japão.
Em 2000, ele aderiram grupo de rock japonês JAM Project con outros membros de cantores Hironobu Kageyama, Masaaki Endou, Eizo Sakamoto, e Rica Matsumoto. Mas, de Agosto de 2002, ele tem desde reduzido o seu estatuto formal em neste grupo para "membro de tempo parcial" e agora se concentra em produzir tanto o grupo e talento próximas.
Em fevereiro de 2001, viver desempenho em Hong Kong no convenção de "Hong Kong Character Showcase". O platéia em Hong Kong acolheu Ichiro Mizuki com grande entusiasmo. Eles cantaram suas músicas junto em japonês. Sua visita foi abordada em muitas revistas famosas em Hong Kong. Depois ele hospedado programa de TV "Tonight 2" de TV Asahi, que foi transmitido em outubro. Em seguida, em Novembro, ele lançou o tema "Atsukurushiize" da drama Televisão de NHK "Ryouri Shounen K-Taro". Também ele publicado o álbum por estreia 30o aniversário "Aniki Jishin" no mesmo mês.
Em 2002, ele apareceu em uma das mais famosas talk show do Japão "Tetsuko no Heya".
Em 19 de junho de 2002, ele jogou o primeiro passo para a cerimônia de abertura por equipa beisebol profissional do japonesa, o Chunichi Dragons em Nagoya Dome, Nagoya. Ele também cantou a canção tema para a equipe Chunichi Dragons para este evento "Moeyo Dragons 2002", que foi publicado pela Nippon Columbia.
Sua mais performance recente foi STORMBRINGER, tema abertura de Koutetsushin Jeeg (como parte de JAM Project). Oportunamente suficiente, Kotetsushin Jeeg é uma seqüência de Steel Jeeg, um animes que Ichiro Mizuki cantou o tema de abertura.
Mizuki também já fez trabalhos de actor e seiyū, como a voz do Rat Hector em Koraru no Tanken (anime), voz do Doutor Bio em Spielvan (tokusatsu) e VoiceLugger Gold em Voicelugger (tokusatsu).
Faleceu em 6 de dezembro de 2022, aos 74 anos, em razão de um câncer de pulmão diagnosticado em julho do mesmo ano, o qual já havia se espalhado para os linfonodos e para o cérebro.

## Discografia

### Singles
- "Kimi ni sasageru Boku no Uta" (君にささげる僕の歌) (Julho de 1968)
- "Dare mo inai Umi" (誰もいない海) (Abril de 1970)
- "Natsukashi Kutte Hero ~I'll Never Forget You!~" (懐かしくってヒーロー~I'll Never Forget You!~) (21 de novembro de 1990)
- "Natsukashi Kutte Hero PartII ~We'll Be Together Forever!~" (懐かしくってヒーロー・PartII~We'll Be Together Forever!~) (1 de junho de 1992)
- "SEISHUN FOR YOU ~Seishun no Uta~" (SEISHUN FOR YOU~青春の詩~) (21 de janeiro de 1994)
- "221B Senki Single Version" (221B戦記 シングルバージョン) (3 de setembro de 1997)
- "Golden Rule ~Kimi wa mada Maketenai!~" (Golden Rule~君はまだ負けてない!~) / "Miage te goran Yoru no Hoshi wo" (見上げてごらん夜の星を) (1 de setembro de 1999)
- "Goushaku! Choujin Neiger ~Midaga omedaji~" (豪石!超神ネイガー~見だがおめだぢ~) / "Tooi Kaze no Naka de" (遠い風の中で) (7 de junho de 2006)
- "Nanno koreshiki Furoshikiman" (なんのこれしき ふろしきマン) / "Fighter the FUGU" (23 de janeiro de 2008)
- "Choujin Neiger ~Seigi no Inaho~" (超神ネイガー~正義ノ稲穂~) / "Yume Kariudo" (夢刈人) (16 de setembro de 2009)

### Álbuns
- "OTAKEBI Sanjou! Hoeru Otoko Ichiro Mizuki Best" (OTAKEBI参上!吠える男 水木一郎ベスト) (21 de junho de 1989)
- "Ichiro Mizuki OTAKEBI 2" (水木一郎 OTAKEBI2) (1 de maio de 1990)
- "Ichiro Mizuki All Hits Vol.1" (水木一郎 大全集Vol.1) (1 de setembro de 1990)
- "Ichiro Mizuki All Hits Vol.2" (水木一郎 大全集Vol.2) (21 de fevereiro de 1991)
- "Ichiro Mizuki Ballade Collection ~SASAYAKI~ Vol.1" (水木一郎バラード・コレクション～SASAYAKI～Vol.1) (21 de abril de 1991)
- "Ichiro Mizuki All Hits Vol.3" (水木一郎 大全集Vol.3) (21 de agosto de 1991)
- "Ichiro Mizuki All Hits Vol.4" (水木一郎 大全集Vol.4) (21 de fevereiro de 1992)
- "Ichiro Mizuki All Hits Vol.5" (水木一郎 大全集Vol.5) (21 de agosto de 1992)
- "Dear Friend" (21 de abril de 1993), com Mitsuko Horie
- "Ichiro Mizuki no Tanoshii Asobi Uta" (水木一郎のたのしいあそびうた) (21 de janeiro de 1994)
- "Ichiro Mizuki Best & Best" (水木一郎 ベスト&ベスト) (19 de agosto de 1995)
- "ROBONATION Ichiro Mizuki Super Robot Complete" (ROBONATION 水木一郎スーパーロボットコンプリート) (19 de julho de 1997)
- "Neppuu Densetsu" (熱風伝説) (21 de março de 1998)
- "Neppuu Gaiden -Romantic Master Pieces-" (熱風外伝-Romantic Master Pieces-) (30 de janeiro de 1999)
- "Aniki Jishin ~30th Anniversary BEST~" (アニキ自身~30th Anniversary BEST~) (21 de novembro de 2001)
- "Ichiro Mizuki Best of Aniking -Red Spirits-" (水木一郎 ベスト・オブ・アニキング -赤の魂-) (4 de agosto de 2004)
- "Ichiro Mizuki Best of Aniking -Blue Spirits-" (水木一郎 ベスト・オブ・アニキング -青の魂-) (6 de outubro de 2004)
- "Dear Friend 2007 ~Futari no Anison~" (Dear Friend 2007 ~ふたりのアニソン~) (26 de dezembro de 2007)
- "Debut 40th Anniversary: Ichiro Mizuki Best" (デビュー40周年記念 水木一郎 ベスト) (20 de fevereiro de 2008)
- "Ichiro Mizuki Debut 40th Anniversary CD BOX: Michi ~road~" (水木一郎デビュー40周年記念CD-BOX 道~road~) (2 de julho de 2008)
- "WAY ~GRAND ANIKI STYLE~" (16 de julho de 2008)
- "Debut 40th Anniversary: Ichiro Mizuki TV Size Shudaika Best" (デビュー40周年記念 水木一郎TVサイズ主題歌ベスト) (17 de dezembro de 2008)

## Alguns temas de séries televisão

### Anime
- Genshi Shounen Ryuu ga Yuku (原始少年リュウが行く) (Tema abertura de Geshi Shounen Ryuu)
- Mazinger Z (マジンガーZ) (Tema abertura de Mazinger Z)
- Bokura no Mazinger Z (ぼくらのマジンガーZ) (Tema encerramento de Mazinger Z)
- Babel Nisei (バビル2世) (Tema abertura de Babel II)
- Seigi no Chou Nouryoku Shounen (正義の超能力少年) (Tema encerramento de Babel II)
- Ore wa Great Mazinger (おれはグレートマジンガー) (Tema abertura de Great Mazinger)
- Yuusha wa Mazinger (勇者はマジンガー) (Tema encerramento de Great Mazinger)
- Tekkaman no Uta (テッカマンの歌) (Tema abertura de Tekkaman: The Space Knight)
- Space Knights no Uta (スペースナイツの歌) (Tema encerramento de Tekkaman: The Space Knight)
- Koutetsu Jeeg no Uta (鋼鉄ジーグのうた) (Tema abertura de Steel Jeeg)
- Hiroshi no Theme (ひろしのテーマ) (Tema encerramento de Steel Jeeg)
- Combattler V no Theme (コン・バトラーVのテーマ) (Tema abertura de Combattler V)
- Yuke! Combattler V (行け!コン・バトラーV) (Tema encerramento de Combattler V)
- Tatakae! Gakeen (たたかえ!ガ・キーン) (Tema abertura de Magne Robo Gakeen, com Mitsuko Horie)
- Takeru to Mai no Uta (猛と舞のうた) (Tema encerramento de Magne Robo Gakeen, com Mitsuko Horie)
- Try Attack! Mechander Robo (トライアタック!メカンダーロボ) (Tema abertura de Mechander Robo)
- Sasurai no Hoshi Jimmy Orion (さすらいの星 ジミーオリオン) (Tema encerramento de Mechander Robo)
- Hyouga Senshi Guyslugger (氷河戦士ガイスラッガー) (Tema abertura de Hyouga Senshi Guyslugger)
- Chichi wo Motomete (父をもとめて) (Tema encerramento de Voltes V)
- Choujin Sentai Baratack (超人戦隊バラタック) (Tema abertura de Baratack)
- Grand Prix no Taka (グランプリの鷹) (Tema abertura de Arrow Emblem Grand Prix no Taka)
- Laser Blues (レーサーブルース) (Tema encerramento de Arrow Emblem Grand Prix no Taka)
- Captain Harlock (キャプテンハーロック) (Tema abertura de Captain Harlock)
- Warera no Tabidachi (われらの旅立ち) (Tema encerramento de Captain Harlock)
- Lupin Sansei Ai no Theme (ルパン三世愛のテーマ) (Tema encerramento de Lupin III)
- Tatakae! Golion (斗え!ゴライオン) (Tema abertura de Golion)
- Gonin de Hitotsu (五人でひとつ) (Tema encerramento de Golion)
- Game Center Arashi (ゲームセンターあらし) (Tema abertura de Game Center Arashi)
- Mawari Himawari Hero Hero-kun (まわりひまわりへろへろくん) (Tema abertura de Hero Hero-kun)
- SOULTAKER (Tema abertura de The SoulTaker)
- Sangou no Hitsugi (塹壕の棺) (Tema encerramento e abertura (episódio 13) de Godannar, com Mitsuko Horie)
- ENGAGE!!! Godannar (ENGAGE!!!ゴーダンナー) (Tema abertura por segundo estação  de Godannar, com Mitsuko Horie)
- STORMBRINGER (Tema abertura de Koutetsushin Jeeg, como parte de JAM Project)

### OVA
- CROSS FIGHT! (Tema abertura de Dangaioh, com Mitsuko Horie)
- Ima ga sono Toki da (今がその時だ) (Tema 1º abertura de Getter Robo Armageddon)
- Dare ka ga Kaze no Naka de (誰かが風の中で) (Tema encerramento de Tenamonya Voyagers)
- STORM (Tema abertura de Shin Getter Robo vs. Neo Getter Robo, com Hironobu Kageyama)
- Mazinger Sanka (マジンガー讃歌) (Tema inserção de Mazinkaiser)
- Mazinkaiser no Theme (マジンカイザーのテーマ) (Tema inserção de Mazinkaiser)
- TORNADO (Tema encerramento de Mazinkaiser, como parte de JAM Project)

### Videojogos
- Double Impact (ダブル・インパクト) (Canção tema de Ganbare Goemon ~Neo Momoyama Bakufu no Odori~)
- Ara buru Damashii (荒ぶる魂+α) (Tema imagem de Super Robot Wars Alpha)
- STEEL SOUL FOR YOU (Tema imagem de Super Robot Wars Alpha, com Hironobu Kageyama)
- Tomo yo ~Super Robot Wars Alpha~ (戦友よ。~SUPER ROBOT WARS α~) (Tema imagem de Super Robot Wars Alpha)
- Wa ni Teki Nashi (我ニ敵ナシ) (Tema imagem de Super Robot Wars Alpha)
- Denkou Sekka Volder (電光石火ヴォルダー) (Canção tema de Tatsunoko Fight)
- Gattai! Donranger Robo (合体!ドンレンジャーロボ) (Tema inserção de Taiko no Tatsujin: Tobikkiri! Anime Special)
- Kitto Motto Zutto (きっと もっと ずっと) (Tema inserção de Taiko no Tatsujin: Tobikkiri! Anime Special, com Mitsuko Horie e Hironobu Kageyama)
- Hibike! Taiko no Tatsujin (響け!太鼓の達人) (Tema inserção de Taiko no Tatsujin: Tobikkiri! Anime Special, com Mitsuko Horie e Hironobu Kageyama)

### Tokusatsu
- Bokura no Barom One (ぼくらのバロム1) (Tema abertura de Barom one)
- Yuujou no Barom Cross (友情のバロム・クロス) (Tema encerramento de Barom one)
- Arashi yo Sakebe (嵐よ叫べ) (Tema abertura de Henshin Ninja Arashi)
- Warera wa Ninja (われらは忍者) (Tema encerramento de Henshin Ninja Arashi)
- Hakaider no Uta (ハカイダーの歌) (Tema inserção de Kikaider)
- Saburou no Theme (三郎のテーマ) (Tema inserção de Kikaider)
- Shounen Kamen Rider Tai no Uta (少年仮面ライダー隊の歌) (Tema 1º encerramento de Kamen Rider V3)
- Robot Keiji (ロボット刑事) (Tema abertura de Robot Keiji)
- Susume Robot Keiji (進めロボット刑事) (Tema encerramento de Robot Keiji)
- Shiro Shishi Kamen no Uta (白獅子仮面の歌) (Tema abertura de Shiro Shishi Kamen)
- Chest! Chest! Inazuman (チェスト!チェスト!イナズマン) (Tema encerramento de Inazuman)
- Setup! Kamen Rider X (セタップ!仮面ライダーX) (Tema abertura de Kamen Rider X)
- Ore wa X Kaizorg (おれはXカイゾーグ) (Tema encerramento de Kamen Rider X)
- Inazuman Action (イナズマン・アクション) (Tema encerramento de Inazuman F)
- Ganbare Robocon (がんばれロボコン) (Tema 1º abertura de Ganbare!! Robocon)
- Oira Robocon Robot dai! (おいらロボコンロボットだい!) (Tema 2º abertura de Ganbare!! Robocon)
- Robocon Robot Sekai Ichi (ロボコン・ロボット世界一) (Tema 1º encerramento de Ganbare!! Robocon)
- Robocon Ondou (ロボコン音頭) (Tema 2º encerramento de Ganbare!! Robocon)
- Hashire!! Robcon Undoukai (走れ!!ロボコン運動会) (Tema 3º encerramento de Ganbare!! Robocon)
- Robocon Gattsuracon (ロボコン ガッツラコン) (Tema 4º encerramento de Ganbare!! Robocon)
- Bouken Rockbat (冒険ロックバット) (Tema abertura de Bouken Rockbat)
- Tetsu no Prince Blazer (鉄のプリンス・ブレイザー) (Tema encerramento de Bouken Rockbat)
- Kamen Rider Stronger no Uta (仮面ライダーストロンガーのうた) (Tema abertura de Kamen Rider Stronger)
- Kyou mo Tatakau Stronger (きょうもたたかうストロンガー) (Tema 2º encerramento de Kamen Rider Stronger, com Mitsuko Horie)
- Stronger Action (ストロンガーアクション) (Tema 3º encerramento de Kamen Rider Stronger, com Mitsuko Horie)
- Yukuzo! BD7 (行くぞ!BD7) (Tema abertura de Shounen Tantei Dan)
- Shounen Tantei Dan no Uta (少年探偵団のうた) (Tema encerramento de Shounen Tantei Dan)
- Shouri da! Akumaizer 3 (勝利だ!アクマイザー3) (Tema abertura de Akumaizer 3)
- Susume Zaiderbeck (すすめザイダベック) (Tema encerramento de Akumaizer 3)
- Kagayaku Taiyou Kagestar (輝く太陽カゲスター) (Tema abertura de The Kagestar)
- Star! Star! Kagestar (スター!スター!カゲスター) (Tema encerramento de The Kagestar)
- Tatakae! Ninja Captor (斗え!忍者キャプター) (Tema abertura de Ninja Captor, com Mitsuko Horie)
- Oozora no Captor (大空のキャプター) (Tema encerramento de Ninja Captor, com Mitsuko Horie)
- Jigoku no Zubat (地獄のズバット) (Tema abertura de Kaiketsu Zubat)
- Otoko wa Hitori Michi wo Yuku (男はひとり道をゆく) (Tema encerramento de Kaiketsu Zubat)
- Oh!! Daitetsujin One Seven (オー!!大鉄人ワンセブン) (Tema abertura de Daitetsujin 17)
- One Seven Sanka (ワンセブン讃歌) (Tema encerramento de Daitetsujin 17)
- Kyouryuu Sentai Koseidon (恐竜戦隊コセイドン) (Tema abertura de Kyouryuu Sentai Koseidon)
- Koseidon March (コセイドンマーチ) (Tema encerramento de Kyouryuu Sentai Koseidon)
- Battle Fever Sanka (バトルフィーバー讃歌) (Tema inserção de Battle Fever J)
- Battle Fever Dai Shutsugeki (バトルフィーバー大出撃) (Tema inserção de Battle Fever J)
- Yuke! Yuke! Megaloman (行け!行け!メガロマン) (Tema abertura de Megaloman)
- Waga Kokoro no Rozetta Hoshi (我が心のロゼッタ星) (Tema encerramento de Megaloman)
- Moero! Kamen Rider (燃えろ!仮面ライダー) (Tema 1º abertura de Kamen Rider (SkyRider))
- Otoko no Na wa Kamen Rider (男の名は仮面ライダー) (Tema 2º abertura de Kamen Rider (SkyRider))
- Haruka naru Ai ni Kakete (はるかなる愛にかけて) (Tema 1º encerramento de Kamen Rider (SkyRider))
- Kagayake! 8-Nin Rider (輝け!8人ライダー) (Tema 2º encerramento de Kamen Rider (SkyRider))
- Junior Rider Tai no Uta (ジュニアライダー隊の歌) (Tema 2º encerramento de Kamen Rider Super-1)
- Ashita ga Arusa (あしたがあるさ) (Tema inserção de Taiyou Sentai Sun Vulcan)
- Umi ga Yondeiru (海が呼んでいる) (Tema inserção de Taiyou Sentai Sun Vulcan)
- Kagayake! Sun Vulcan (輝け!サンバルカン) (Tema inserção de Taiyou Sentai Sun Vulcan)
- Kimi wa Panther (君はパンサー) (Tema inserção de Taiyou Sentai Sun Vulcan)
- Taiyou March (太陽マーチ) (Tema inserção de Taiyou Sentai Sun Vulcan)
- Andro Melos (アンドロメロス) (Tema abertura de Andro Melos)
- Kaette Koiyo Andro Melos (帰ってこいよアンドロメロス) (Tema encerramento de Andro Melos)
- Jikuu Senshi Spielvan (時空戦士スピルバン) (Tema abertura de Spielvan)
- Kimi on Nakama da Spielvan (君の仲間だスピルバン) (Tema 1º encerramento de Spielvan)
- Kesshou da! Spielvan (結晶だ!スピルバン) (Tema 2º encerramento de Spielvan)
- Time Limit (タイムリミット) (Tema encerramento de Metalder)
- Eien no Tameni Kimi no Tameni (永遠のために君のために) (Tema inserção de Kamen Rider Black RX)
- Just Gigastreamer (ジャスト・ギガストリーマー) (Tema inserção de Winspector)
- Yuusha Winspector (勇者ウインスペクター) (Tema inserção de Winspector)
- Yume mo Hitotsu no Nakama-Tachi (夢もひとつの仲間たち) (Tema inserção de Winspector)
- Hoero! Voicelugger (ほえろ!ボイスラッガー) (Tema abertura de Voicelugger)
- Samba de Gaoren (サンバ de ガオレン) (Tema inserção de Hyakujuu Sentai Gaoranger)
- Hyakujuu Gattai! Gaoking (百獣合体!ガオキング) (Tema inserção de Hyakujuu Sentai Gaoranger)
- Tao (道) (Tema encerramento de Juuken Sentai Gekiranger)